# Clori vezzosa e bella
Charmante et belle Clori
Clori vezzosa e bella (H.134 / R.121), est une cantate de chambre du compositeur italien Alessandro Scarlatti, composée pour voix d'alto et basse continue. La partition n'est pas datée et l'auteur du poème est inconnu.

## Présentation
Clori vezzosa e bella est un plaidoyer amoureux de l'amant à sa maîtresse indifférente. Divisée en alternance de récitatifs et arias da capo, avec le schéma « RARA ».

## Structure

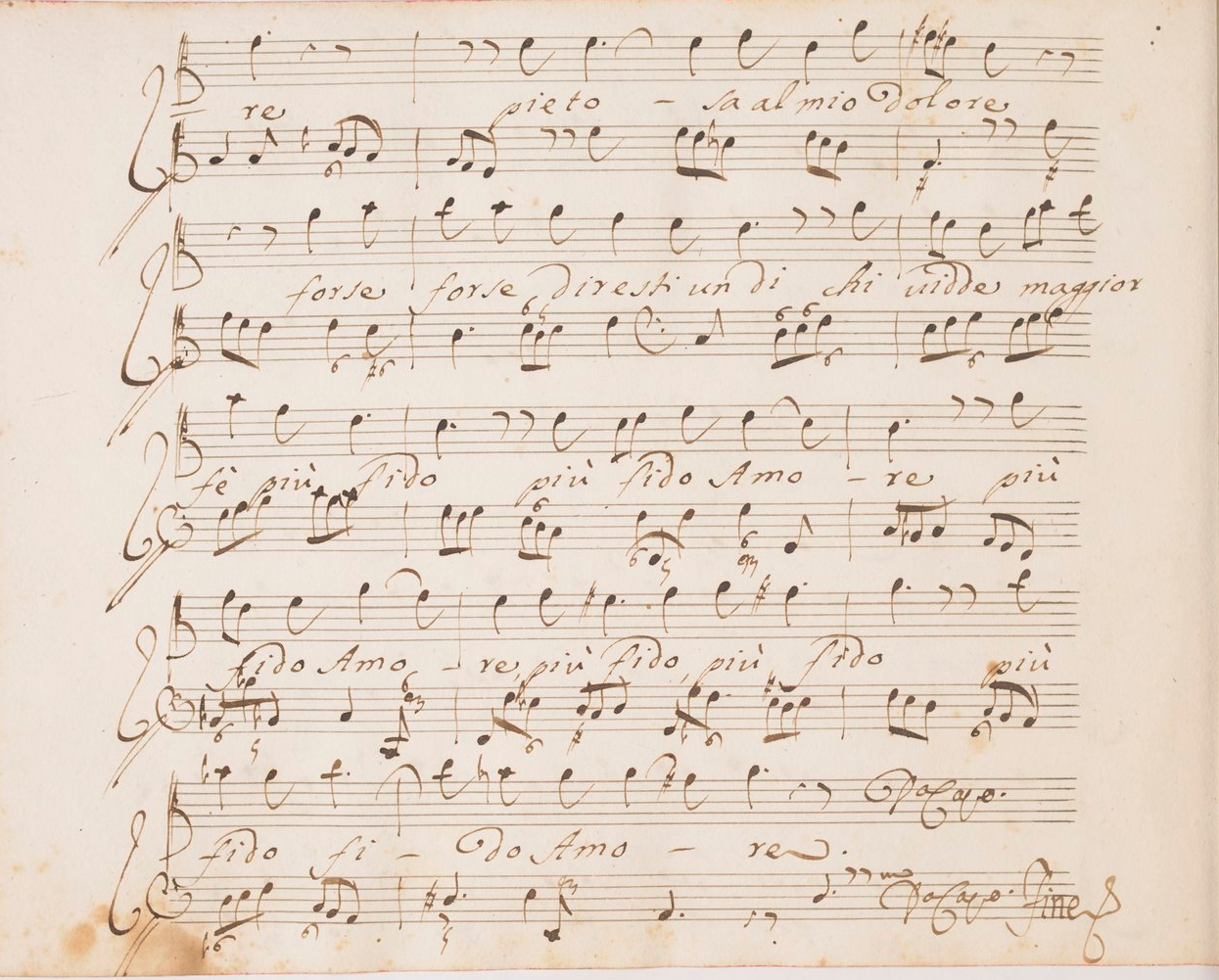
La dernière page de la cantate « Clori vezzosa e bella », H.134 d'Alessandro Scarlatti (Ms. BnF, RES VMC MS-67 f°101v). L'indication da capo, renvoie les musiciens au début de l’aria et l'accord final se trouvant en fait, page précédente.

Clori vezzosa, e bella, cantata a voce sola del Sigor Scarlatti
- Clori vezzosa, e bella (recitativo)  en ut majeur
- Volgi lo sguardo e vedi (aria), Andante – Lento  en si mineur
- Vivo penando (recitativo)  en ut majeur
- Sì, sì, mio ben (aria), Allegro 
 en ré mineur

Après le premier récitatif, l'aria Volgi lo sguardo e vedi (« Regarde et vois ») est très expressive, avec un accompagnement de la basse continue en rythmes pointés qui se poursuit tout le long du morceau.
L'aria Sì, sì, mio ben (« Oui, oui, mon bon »), commence par une figure qui devient le schéma de la basse. Scarlatti insiste sur le mot « fidélité », le répétant trois fois.
Durée : environ 8 minutes

## Texte
Premier récitatif et aria.
[recitativo] 
« Clori vezzosa, e bella 

Di questo amante petto 

Solo amor solo gioia e diletto

Per te quest’alma ancella 

Si rese al nume infante 

Sempre nel suo desio ferma e costante 

Per te vivo penando in fieri ardori

Mia bellissima Clori e sel non credi.

[Aria] Volgi lo sguardo e vedi 

Pallido e scolorito il mio sembiante

Sono i pallori miei 

Ceneri di quel foco 

Che strugge poco a poco il core amante. »

## Manuscrits
- Paris, Bibliothèque nationale de France, F-Pn (RES VMC MS-67 fos 97v–101v)[2]
- Londres, British Library, GB-Lbl (Add. Ms. 14212 fos 136r-141v) (RISM 806154638)
- Londres, Royal College of Music, GB-Lcm
- Florence, Conservatorio Statale di Musica Luigi Cherubini, I-Fc
- Naples, Conservatorio di Musica San Pietro a Majella, I-Nc (Cantate 264/2, fos 5r-8r)[3] (RISM 850009037)
- Boston, Public Library, US-Bp (M.360.10.v.3 n°14)[4]
- Rochester (NY), Sibley Music Library, University of Rochester, Eastman School of Music, US-R (M1620.S286C, p. 109–116) (RISM 000130344)

## Discographie
- Clori vezzosa e bella (H.134) - Helen Watts, contralto ; Desmond Dupré, viole de gambe ; Thurston Dart, clavecin (1957, LP L’Oiseau-Lyre OL50173 / Decca « Eloquence » / Belart) (OCLC 13838748 et 981116957) — avec Il rossignuolo (H.618).
- Cantates, vol. 3 :  Clori vezzosa e bella (H.134) - Brian Asawa, contreténor ; Arcadian Academy, dir. Nicholas McGegan (11-13 juin 1997, DHM 75605 51325-2) (OCLC 163826399) — avec Nel silenzio comune ; Ferma omai (H.259) ; Piango, sospiro, e peno ; Non so qual più m'ingombra (H.476).
- Cantate d'amore : Clori vezzosa e bella (H.134) - Gunther Schmid, contreténor ; Ensemble Batzdorfer Hofkapelle (2001, Kammerton KT 2011) (OCLC 163335762)
- Conversazioni I, Cantates de la cour du cardinal. Clori vezzosa e bella (H.134) - Andrew Radley, contreténor ; ensemble Sounds Baroque, dir. Julian Perkins, clavecin (8-10 décembre 2009, Avie AV2197) (OCLC 793470346)